# 蹴っ飛ばした毛布
「蹴っ飛ばした毛布」（けっとばしたもうふ）は、ずっと真夜中でいいのに。の楽曲。6作目のデジタル配信限定シングルとしてEMI Recordsより2019年10月2日に各音楽配信サービスにてリリースされた。

## 概要
- 前作から約4ヶ月ぶりのリリースとなった。
- 配信開始前である2019年9月26日にYoutubeにミュージックビデオが公開された[3]。

## 収録内容
| #         | タイトル             | 作詞・作曲 | 編曲      | 時間 |
| --------- | -------------------- | ---------- | --------- | ---- |
| 1.        | 「蹴っ飛ばした毛布」 | ACAね      | 100回嘔吐 | 4:26 |
| 合計時間: | 合計時間:            | 合計時間:  | 合計時間: | 4:26 |

## 収録アルバム
- 『潜潜話』(#5)[4]